# Brigitte Totschnig
Brigitte Totschnig, född 30 augusti 1954 i Filzmoos, är en österrikisk före detta alpin skidåkare.
Totschnig blev olympisk silvermedaljör i störtlopp vid vinterspelen 1976 i Innsbruck.